# III Państwowe Liceum i Gimnazjum im. Stanisława Staszica w Stanisławowie
III Państwowe Liceum i Gimnazjum im. Stanisława Staszica w Stanisławowie – polska szkoła z siedzibą w Stanisławowie w okresie II Rzeczypospolitej, od 1938 o statusie gimnazjum i liceum ogólnokształcącego.

## Historia
W okresie zaboru austriackiego w 1874 powstała wyższa szkoła realna, działająca od 1 września tego roku. W 1878 odbył się pierwszy egzamin dojrzałości.
Po zakończeniu I wojny światowej kontynuowano naukę od 1918. Po odzyskaniu przez Polskę niepodległości władze II Rzeczypospolitej reskryptem Ministra Wyznań Religijnych i Oświecenia Publicznego z 19 marca 1920 wyższa szkoła realna została zastąpiona przez gimnazjum matematyczno-przyrodnicze. W 1926 w gimnazjum w typie matematyczno-fizycznym prowadzono osiem klas w 14 oddziałach, w których uczyło się 499 uczniów wyłącznie płci męskiej. Wówczas gimnazjum mieściło się w gmachu przy ulicy Sapieżyńskiej 17, potem pod numerem 17a, później ponownie 17. W 1926 nadano nazwę „Państwowe gimnazjum III im. Stanisława Staszica typu matematyczno-przyrodniczego w Stanisławowie”. Od 1930 remontowano gruntownie budynek szkoły.
Zarządzeniem Ministra Wyznań Religijnych i Oświecenia Publicznego Wojciecha Świętosławskiego z 23 lutego 1937 „III Państwowe Gimnazjum im. Stanisława Staszica w Stanisławowie” zostało przekształcone w „III Państwowe Liceum i Gimnazjum im. Stanisława Staszica w Stanisławowie” (państwową szkołę średnią ogólnokształcącą, złożoną z czteroletniego gimnazjum i dwuletniego liceum), a po wejściu w życie tzw. reformy jędrzejewiczowskiej szkoła miała charakter męski, a wydział liceum ogólnokształcącego był prowadzony w typie matematyczno-fizycznym.

## Dyrektorzy
- Edward Hückel[2]
- Józef Czaczkowski[2]
- Franciszek Nowosielski[2]
- Julian Latkowski (ok. 1926)[2]
- Jan Piskozub (od 1930[1][6] do 1936[7]
- Władysław Piskozub (od 1936[7][8] do 1939), zamordowany w dokonanej przez Niemców egzekucji w Czarnym Lesie pod Pawełczem w nocy 14/15 sierpnia 1941[9].

W wyżej wymienionym mordzie w Czarnym Lesie zostali zamordowani także inni nauczyciele szkoły.

## Nauczyciele
- Kazimierz Firganek
- Stefan Przyboś

## Absolwenci i uczniowie
Absolwenci
- Zygmunt Gromnicki – oficer (1931)
- Władysław Eugeniusz Heller – oficer (1912)
- Karol Pasternak – oficer (1913)
- Wiktor Plesner – oficer (1911)
- Fryderyk Serafiński – oficer (1933)
- Jerzy Sochocki – oficer (1912)

Uczniowie
- Zygfryd Gross – oficer
- Henryk Gumol – kawaler Orderu Virtuti Militari (1908–1914)
- Marian Kaufer – oficer, kawaler Orderu Virtuti Militari
- Henryk Nowosielski – oficer